# Ettenbach (Starzel)
Der Ettenbach ist ein etwa 4,5 km langer, östlicher und rechter Zufluss der Starzel im Gebiet der Stadt Hechingen im baden-württembergischen Zollernalbkreis.

## Geographie

### Verlauf
Der auch als  Schlichtgraben bezeichnete längere Oberlaufast des Ettenbach entspringt im zu Hechingen gehörenden Waldgebiet Kipftenwies auf einer Höhe von ca. 560 m ü. NHN. Von dort fließt er zunächst in nordwestliche Richtung, wendet sich nach etwa 800 Metern nach Westen, unterquert die Bundesstraße 27 und fließt dann Richtung Südwesten bis zum Zusammenfluss mit dem kürzeren, linken Oberlaufast aus dem Waldgebiet Drei Gräben. Der vereinigte Ettenbach fließt dann entlang des nördlichen Stadtrands von Hechingen bis zu seiner Mündung auf einer Höhe von ca. 456 m ü. NHN von rechts und Osten in die Starzel.
Der 4,5 km lange Lauf des Ettenbachs endet 104 Höhenmeter unterhalb seiner Quelle, er hat somit ein mittleres Sohlgefälle von etwa 23 ‰.

### Einzugsgebiet
Das Einzugsgebiet liegt naturräumlich gesehen an der Grenze von Mittlerem und Südwestlichem Albvorland. Sein höchster Punkt liegt im Osten am Greutberg im Hechinger Stadtwald auf 622 m ü. NHN. Das östlich angrenzende Einzugsgebiet des Tannbachs entwässert zur Steinlach, die weit abwärts der Starzel in den Neckar einfließt. Im Süden und Westen grenzen deren unmittelbares Einzugsgebiet und die einiger ihrer kleineren Nebenbäche an. Im Norden liegt das Quellgebiet des Krebsbachs, dessen Abfluss über den Katzenbach zwischen Starzel und Steinlach den Neckar erreicht.

### Zuflüsse
Von der Quelle zur Mündung
- (Bach aus dem Butzenwasen) von rechts und Nordosten
- Ettenbach aus den Drei Gräben von links und Osten bei der Erddeponie
- (Bach vom Fichtenwald), von rechts und Nordosten nordwestlich von Hechingen

### LUBW
Amtliche Online-Gewässerkarte mit passendem Ausschnitt und den hier benutzten Layern: Lauf und Einzugsgebiet des Ettenbachs

Allgemeiner Einstieg ohne Voreinstellungen und Layer: Daten- und Kartendienst der Landesanstalt für Umwelt Baden-Württemberg (LUBW) (Hinweise)
1. 1 2 3  Höhe ermittelt über WPS-Prozess (Geländehöhe).
2. ↑  Länge nach dem Layer Gewässernetz (AWGN).
3. ↑  Einzugsgebiet nach dem Layer Basiseinzugsgebiet (AWGN).

### Andere Belege
1. ↑  Friedrich Huttenlocher: Geographische Landesaufnahme: Die naturräumlichen Einheiten auf Blatt 178 Sigmaringen. Bundesanstalt für Landeskunde, Bad Godesberg 1959. → Online-Karte (PDF; 4,3 MB)